# 400796 Douglass
400796 Douglass este o planetă minoră (asteroid), cu un diametru de 3,171 km, din centura de asteroizi. A fost descoperită pe 31 martie 2010 la Wide-field Infrared Survey Explorer⁠(d) de Wide-field Infrared Survey Explorer⁠(d). 
Obiectul prezintă o orbită caracterizată de o semiaxă mare de 2,6447122346334 UAi, o excentricitate de 0,27, o înclinație de 15,5 ° în raport cu ecliptica.